# Niloskallio
Niloskallio är en ö i Finland.   Den ligger i sjön Puruvesi och i kommunen Nyslott i den ekonomiska regionen  Nyslotts ekonomiska region  och landskapet Södra Savolax, i den sydöstra delen av landet, 300 km nordost om huvudstaden Helsingfors.